# Fullmetal Alchemist 2: Curse of the Crimson Elixir
Pour les articles homonymes, voir Fullmetal Alchemist (homonymie).
Fullmetal Alchemist 2: Curse of the Crimson Elixir est un jeu vidéo de type Action-RPG développé par Racjin et édité par Square Enix utilisant l'univers de la bande dessinée japonaise Fullmetal Alchemist. Le jeu est disponible en 2004 sur console PlayStation 2.
Il fait suite au jeu Fullmetal Alchemist and the Broken Angel qui se poursuit dans l'univers de la série japonaise. Le joueur incarne Edward Elric, un alchimiste capable de transmuter les objets qui l'entourent, devant combattre des ennemis aux côtés d'Al, son frère.